# Geranium subnudicaule
Geranium subnudicaule là một loài thực vật có hoa trong họ Mỏ hạc. Loài này được Turcz. mô tả khoa học đầu tiên năm 1858.